# Élections à la Chambre des conseillers du Japon de 2019
Les élections à la chambre des conseillers du Japon de 2019 (第25回参議院議員通常選挙, dai-nijūgo-kai Sangiin giin tsūjō senkyo, littéralement « 25es élections régulières des membres de la Chambre des conseillers ») ont lieu le 21 juillet 2019 afin de renouveler 124 des 245 sièges de la Chambre des conseillers du Japon.
Le scrutin donne lieu à une victoire en demi teinte du Parti libéral-démocrate du premier Shinzō Abe. Le PLD arrive en effet largement en tête, mais essuie un recul qui lui fait perdre la majorité absolue, ainsi qu'avec ses alliés la majorité qualifiée des deux tiers qui lui permettait de mettre en œuvre le projet cher au premier ministre d'amender la constitution.

## Système électoral
Le Japon est doté d'un parlement bicaméral appelé Diète dont la Chambre des conseillers est la chambre haute. 
Celle-ci se compose de 248 sièges renouvelés par moitié tous les trois ans, pour des mandats de six ans. Ce total était de 242 avant un amendement de la loi électorale voté en juillet 2018, qui échelonne une augmentation progressive à 248 sièges. Les renouvellements de 2019 et de 2022 se voient chacun attribuer trois sièges supplémentaires à pourvoir, soit 124 en tout. La chambre de 2019 sera ainsi exceptionnellement composée d'un total de 245 sièges jusqu'aux élections suivantes.
Les 124 sièges sont par ailleurs pourvus selon un système de scrutin parallèle. 74 sièges le sont à la majorité simple, dont 33 sièges au scrutin uninominal majoritaire à un tour dans autant de circonscriptions électorales, et 41 au vote unique non transférable dans treize circonscriptions de deux à cinq sièges chacune. Les circonscriptions utilisées correspondent aux préfecture du pays, à l'exception de deux regroupements de deux préfectures chacun, créés en 2015.
Enfin, les 50 sièges restant sont pourvus au scrutin proportionnel plurinominal de liste dans une unique circonscription nationale, répartis selon la méthode d'Hondt. Les électeurs ont la possibilité d'effectuer un vote préférentiel pour l'un des candidats de la liste pour laquelle ils votent, afin de faire monter sa place dans celle-ci.

## Forces en présences
| Parti | Parti                           | Idéologie                                                                                                  | Chef de file     | Résultats en 2016          |
| ----- | ------------------------------- | --- | ---------------- | -------------------------- |
|       | Parti libéral-démocrate         | Centre droit National-conservatisme, nationalisme japonais, libéralisme économique, conservatisme sociétal | Shinzō Abe       | 35,9 % des voix 120 sièges |
|       | Parti démocrate constitutionnel | Centre gauche Social-libéralisme, pacifisme, démocratie directe                                            | Yukio Edano      | Nouveau                    |
|       | Kōmeitō                         | Centre Conservatisme, bouddhisme                                                                           | Natsuo Yamaguchi | 13,52 % des voix 25 sièges |
|       | Parti démocrate du peuple       | Centre droit Social-libéralisme, réformisme, pacifisme, souverainisme                                      | Yūichirō Tamaki  | Nouveau                    |
|       | Parti japonais de l'innovation  | Centre droit à droite Nationalisme japonais, libéralisme économique, néolibéralisme                        | Ichirō Matsui    | 9,2 % des voix 12 sièges   |
|       | Parti communiste                | Gauche Socialisme scientifique, pacifisme                                                                  | Kazuo Shii       | 10,7 % des voix 14 sièges  |

## Résultats

Partie de la chambre pourvue en 2019 uniquement.

|                           |                                                     |                 |                 |                 |                  |                  |                  |             |             |        |             |               |  |  |  |  |  |  |  |
| Partis                    | Partis                                              | Proportionnelle | Proportionnelle | Proportionnelle | Circonscriptions | Circonscriptions | Circonscriptions | Sièges      | Sièges      | Sièges | Sièges      | Sièges        |  |  |  |  |  |  |  |
| Partis                    | Partis                                              | Voix            | %               | Sièges          | Voix             | %                | Sièges           | Total avant | Pas en lice | Élus   | Total après | +/-           |  |  |  |  |  |  |  |
|                           | Parti libéral-démocrate                             | 17 712 373      | 35,37           | 19              | 20 030 331       | 39,77            | 38               | 125         | 56          | 57     | 113         | 12            |  |  |  |  |  |  |  |
|                           | Parti démocrate constitutionnel                     | 7 917 721       | 15,81           | 8               | 7 951 430        | 15,79            | 9                | 28          | 15          | 17     | 32          | 4             |  |  |  |  |  |  |  |
|                           | Kōmeitō                                             | 6 536 336       | 13,05           | 7               | 3 913 359        | 7,77             | 7                | 25          | 14          | 14     | 28          | 3             |  |  |  |  |  |  |  |
|                           | Parti japonais de l'innovation                      | 4 907 844       | 9,80            | 5               | 3 664 530        | 7,28             | 5                | 11          | 6           | 10     | 16          | 5             |  |  |  |  |  |  |  |
|                           | Parti communiste japonais                           | 4 483 411       | 8,95            | 4               | 3 710 768        | 7,37             | 3                | 14          | 6           | 7      | 13          | 1             |  |  |  |  |  |  |  |
|                           | Parti démocrate du peuple                           | 3 481 078       | 6,95            | 3               | 3 256 859        | 6,47             | 3                | 27          | 15          | 6      | 21          | Nv            |  |  |  |  |  |  |  |
|                           | Reiwa Shinsengumi                                   | 2 280 253       | 4,55            | 2               | 214 438          | 0,43             | 0                | 0           | 0           | 2      | 2           | Nv            |  |  |  |  |  |  |  |
|                           | Parti social-démocrate                              | 1 046 012       | 2,09            | 1               | 191 820          | 0,38             | 0                | 2           | 1           | 1      | 2           | en stagnation |  |  |  |  |  |  |  |
|                           | Parti pour la protection des Japonais contre la NHK | 987 885         | 1,97            | 1               | 1 521 344        | 3,02             | 0                | 0           | 0           | 1      | 1           | Nv            |  |  |  |  |  |  |  |
|                           | Parti d'Hidemitsu Sano                              | 269 052         | 0,54            | 0               | 215 181          | 0,43             | 0                | 0           | 0           | 0      | 0           | Nv            |  |  |  |  |  |  |  |
|                           | Parti de la réalisation du bonheur                  | 202 279         | 0,40            | 0               | 187 491          | 0,37             | 0                | 0           | 0           | 0      | 0           | en stagnation |  |  |  |  |  |  |  |
|                           | Parti de l'olivier                                  | 167 898         | 0,34            | 0               | 91 675           | 0,18             | 0                | 0           | 0           | 0      | 0           | Nv            |  |  |  |  |  |  |  |
|                           | Parti pour la libération du travail                 | 80 056          | 0,16            | 0               | 75 317           | 0,15             | 0                | 0           | 0           | 0      | 0           | Nv            |  |  |  |  |  |  |  |
|                           | Parti japonais indépendant                          |                 |                 |                 | 3 586            | 0,01             | 0                | 0           | 0           | 0      | 0           | Nv            |  |  |  |  |  |  |  |
|                           | Indépendants                                        | 5 335 641       | 10,59           | 9               | 10               | 8                | 9                | 17          | 7           |        |             |               |  |  |  |  |  |  |  |
|                           |                                                     |                 |                 |                 |                  |                  |                  |             |             |        |             |               |  |  |  |  |  |  |  |
| Suffrages exprimés        | Suffrages exprimés                                  | 50 272 199      | 97,30           |                 | 50 363 771       | 97,47            |                  |             |             |        |             |               |  |  |  |  |  |  |  |
| Votes blancs et invalides | Votes blancs et invalides                           | 1 394 498       | 2,70            | 1 308 151       | 2,53             |                  |                  |             |             |        |             |               |  |  |  |  |  |  |  |
| Total                     | Total                                               | 51 666 697      | 100             | 50              | 51 671 922       | 100              | 74               | 242         | 121         | 124    | 245         | 3             |  |  |  |  |  |  |  |
| Abstentions               | Abstentions                                         | 54 219 367      | 51,21           |                 | 54 214 142       | 51,20            |                  |             |             |        |             |               |  |  |  |  |  |  |  |
| Inscrits / participation  | Inscrits / participation                            | 105 886 064     | 48,79           | 105 886 064     | 48,80            |                  |                  |             |             |        |             |               |  |  |  |  |  |  |  |